# Stazioni ferroviarie del Giappone (Y)
| Stazioni ferroviarie del Giappone | Stazioni ferroviarie del Giappone | Stazioni ferroviarie del Giappone | Stazioni ferroviarie del Giappone | Stazioni ferroviarie del Giappone | Stazioni ferroviarie del Giappone | Stazioni ferroviarie del Giappone | Stazioni ferroviarie del Giappone | Stazioni ferroviarie del Giappone | Stazioni ferroviarie del Giappone | Stazioni ferroviarie del Giappone | Stazioni ferroviarie del Giappone | Stazioni ferroviarie del Giappone | Stazioni ferroviarie del Giappone | Stazioni ferroviarie del Giappone | Stazioni ferroviarie del Giappone | Stazioni ferroviarie del Giappone | Stazioni ferroviarie del Giappone | Stazioni ferroviarie del Giappone | Stazioni ferroviarie del Giappone | Stazioni ferroviarie del Giappone |
| --------------------------------- | --------------------------------- | --------------------------------- | --------------------------------- | --------------------------------- | --------------------------------- | --------------------------------- | --------------------------------- | --------------------------------- | --------------------------------- | --------------------------------- | --------------------------------- | --------------------------------- | --------------------------------- | --------------------------------- | --------------------------------- | --------------------------------- | --------------------------------- | --------------------------------- | --------------------------------- | --------------------------------- |
| A                                 | B                                 | C                                 | D                                 | E                                 | F                                 | G                                 | H                                 | I                                 | J                                 | KL                                | M                                 | N                                 | OP                                | R                                 | S                                 | T                                 | U                                 | W                                 | Y                                 | Z                                 |

## Station List

### Ya
| Stazione di Yabachō                      | 矢場町駅（やばちょう）                                       |
| Stazione di Yabara                       | 矢原駅（やばら）                                             |
| Stazione di Yabase                       | 八橋駅（やばせ）                                             |
| Stazione di Yabashira                    | 八柱駅（やばしら）                                           |
| Stazione di Yabe                         | 矢部駅（やべ）                                               |
| Stazione di Yabitsu                      | 矢美津駅（やびつ）                                           |
| Stazione di Yabu                         | 養父駅（やぶ）                                               |
| Stazione di Yabuhara                     | 藪原駅（やぶはら）                                           |
| Stazione di Yabukami                     | 藪神駅（やぶかみ）                                           |
| Stazione di Yabuki                       | 矢吹駅（やぶき）                                             |
| Stazione di Yabuzuka                     | 藪塚駅（やぶづか）                                           |
| Stazione di Yachihata                    | 谷地畑駅（やちはた）                                         |
| Stazione di Yachiho                      | 八千穂駅（やちほ）                                           |
| Stazione di Yachimata                    | 八街駅（やちまた）                                           |
| Stazione di Yachiyo-Chūō                 | 八千代中央駅（やちよちゅうおう）                             |
| Stazione di Yachiyodai                   | 八千代台駅（やちよだい）                                     |
| Stazione di Yachiyo-Midorigaoka          | 八千代緑が丘駅（やちよみどりがおか）                         |
| Stazione di Yada                         | 矢田駅 (愛知県)（やだ）                                      |
| Stazione di Yadamae                      | 矢田前駅（やだまえ）                                         |
| Stazione di Yaenosato                    | 八戸ノ里駅（やえのさと）                                     |
| Stazione di Yaga (Kanagawa)              | 谷峨駅（やが）                                               |
| Stazione di Yaga (Hiroshima)             | 矢賀駅（やが）                                               |
| Stazione di Yagami                       | 矢神駅（やがみ）                                             |
| Stazione di Yagawa                       | 矢川駅（やがわ）                                             |
| Stazione di Yagawara                     | 谷河原駅（やがわら）                                         |
| Stazione di Yagi                         | 八木駅（やぎ）                                               |
| Stazione di Yagihara                     | 八木原駅（やぎはら）                                         |
| Stazione di Yagi-nishiguchi              | 八木西口駅（やぎにしぐち）                                   |
| Stazione di Yagiri                       | 矢切駅（やぎり）                                             |
| Stazione di Yagisaki                     | 八木崎駅（やぎさき）                                         |
| Stazione di Yagisawa                     | 八木沢駅（やぎさわ）                                         |
| Stazione di Yagoshi                      | 矢越駅（やごし）                                             |
| Stazione di Yagoshima                    | 弥五島駅（やごしま）                                         |
| Stazione di Yagoto                       | 八事駅（やごと）                                             |
| Stazione di Yagotonisseki                | 八事日赤駅（やごとにっせき）                                 |
| Stazione di Yaguchinowatashi             | 矢口渡駅（やぐちのわたし）                                   |
| Stazione di Yagumadai                    | やぐま台駅（やぐまだい）                                     |
| Stazione di Yagura                       | 矢倉駅（やぐら）                                             |
| Stazione di Yagyū                        | 柳生駅（やぎゅう）                                           |
| Stazione di Yagyūbashi                   | 柳生橋駅（やぎゅうばし）                                     |
| Stazione di Yahaba                       | 矢幅駅（やはば）                                             |
| Stazione di Yahagi                       | 矢作駅（やはぎ）                                             |
| Stazione di Yahagibashi                  | 矢作橋駅（やはぎばし）                                       |
| Stazione di Yahata                       | 八幡駅 (福岡県)（やはた）                                    |
| Stazione di Yahiko                       | 弥彦駅（やひこ）                                             |
| Stazione di Yahiro                       | 八広駅（やひろ）                                             |
| Stazione di Yaho                         | 谷保駅（やほ）                                               |
| Stazione di Yairo                        | 八色駅（やいろ）                                             |
| Stazione di Yaita                        | 矢板駅（やいた）                                             |
| Stazione di Yaizu                        | 焼津駅（やいづ）                                             |
| Stazione di Yaka                         | 八家駅（やか）                                               |
| Stazione di Yakabe                       | 矢加部駅（やかべ）                                           |
| Stazione di Yakage                       | 矢掛駅（やかげ）                                             |
| Stazione di Yakawa                       | 八川駅（やかわ）                                             |
| Stazione di Yakeishi                     | 焼石駅（やけいし）                                           |
| Stazione di Yakimaki                     | 八木蒔駅（やきまき）                                         |
| Stazione di Yakō                         | 矢向駅（やこう）                                             |
| Stazione di Yakuendai                    | 薬園台駅（やくえんだい）                                     |
| Stazione di Yakuin                       | 薬院駅（やくいん）                                           |
| Stazione di Yakuin-ōdōri                 | 薬院大通駅（やくいんおおどおり）                             |
| Stazione di Yakujin                      | 厄神駅（やくじん）                                           |
| Stazione di Yakumo                       | 八雲駅（やくも）                                             |
| Stazione di Yakusa                       | 八草駅（やくさ）                                             |
| Stazione di Yakuri                       | 八栗駅（やくり）                                             |
| Stazione di Yakuriguchi                  | 八栗口駅（やくりぐち）                                       |
| Stazione di Yakurisanjō                  | 八栗山上駅（やくりさんじょう）                               |
| Stazione di Yakuri-shinmichi             | 八栗新道駅（やくりしんみち）                                 |
| Stazione di Yakuri-tozanguchi            | 八栗登山口駅（やくりとざんぐち）                             |
| Stazione di Yakushidou                   | 薬師堂駅（やくしどう）                                       |
| Stazione di Yamabe                       | 山部駅（やまべ）                                             |
| Stazione di Yamabuki                     | 山吹駅（やまぶき）                                           |
| Stazione di Yamada (Gifu)                | 山田駅 (岐阜県)（やまだ）                                    |
| Stazione di Yamada (Osaka)               | 山田駅 (大阪府)（やまだ）                                    |
| Stazione di Yamada (Tokyo)               | 山田駅 (東京都)（やまだ）                                    |
| Stazione di Yamadagawa                   | 山田川駅（やまだがわ）                                       |
| Stazione di Yamada-Kamiguchi             | 山田上口駅（やまだかみぐち）                                 |
| Stazione di Yamadani                     | 山谷駅（やまだに）                                           |
| Stazione di Yamada-Nishimachi            | 山田西町駅（やまだにしまち）                                 |
| Stazione di Yamadera                     | 山寺駅（やまでら）                                           |
| Stazione di Yamaga                       | 山家駅（やまが）                                             |
| Stazione di Yamagata                     | 山形駅（やまがた）                                           |
| Stazione di Yamagatajuku                 | 山方宿駅（やまがたじゅく）                                   |
| Stazione di Yamagawachi                  | 山河内駅（やまがわち）                                       |
| Stazione di Yamagishi                    | 山岸駅（やまぎし）                                           |
| Stazione di Yamaguchi (Aichi)            | 山口駅 (愛知県)（やまぐち）                                  |
| Stazione di Yamaguchi (Yamaguchi)        | 山口駅 (山口県)（やまぐち）                                  |
| Stazione di Yamaguchi Danchi             | 山口団地駅（やまぐちだんち）                                 |
| Stazione di Yamaguma                     | 山隈駅（やまぐま）                                           |
| Stazione di Yamahana Jūkujō              | 山鼻19条駅（やまはなじゅうくじょう）                         |
| Stazione di Yamahana Kujō                | 山鼻9条駅（やまはなくじょう）                                |
| Stazione di Yamajō                       | 山城駅（やまじょう）                                         |
| Stazione di Yamakawa                     | 山川駅（やまかわ）                                           |
| Stazione di Yamakita                     | 山北駅（やまきた）                                           |
| Stazione di Yamakoshi                    | 山越駅（やまこし）                                           |
| Stazione di Yamamae                      | 山前駅（やままえ）                                           |
| Stazione di Yamamoto (Hyōgo)             | 山本駅 (兵庫県)（やまもと）                                  |
| Stazione di Yamamoto (Saga)              | 山本駅 (佐賀県)（やまもと）                                  |
| Stazione di Yamana                       | 山名駅（やまな）                                             |
| Stazione di Yamanakadani                 | 山中渓駅（やまなかだに）                                     |
| Stazione di Yamanashishi                 | 山梨市駅（やまなしし）                                       |
| Stazione di Yamanishi                    | 山西駅（やまにし）                                           |
| Stazione di Yamanokuchi                  | 山之口駅（やまのくち）                                       |
| Stazione di Yamanome                     | 山ノ目駅（やまのめ）                                         |
| Stazione di Yamanota                     | 山の田駅（やまのた）                                         |
| Stazione di Yamanouchi (Hiroshima)       | 山ノ内駅 (広島県)（やまのうち）                              |
| Stazione di Yamanouchi (Kyoto)           | 山ノ内駅 (京都府)（やまのうち）                              |
| Stazione di Yamaoka                      | 山岡駅（やまおか）                                           |
| Stazione di Yamasaki                     | 山崎駅 (北海道)（やまさき）                                  |
| Stazione di Yamasato                     | 山郷駅（やまさと）                                           |
| Stazione di Yamase                       | 山瀬駅（やませ）                                             |
| Stazione di Yamashina                    | 山科駅（やましな）                                           |
| Stazione di Yamashiro-Aodani             | 山城青谷駅（やましろあおだに）                               |
| Stazione di Yamashiro-Taga               | 山城多賀駅（やましろたが）                                   |
| Stazione di Yamashita (Hyogo)            | 山下駅 (兵庫県)（やました）                                  |
| Stazione di Yamashita (Miyagi)           | 山下駅 (宮城県)（やました）                                  |
| Stazione di Yamashita (Tokyo)            | 山下駅 (東京都)（やました）                                  |
| Stazione di Yamate                       | 山手駅（やまて）                                             |
| Stazione di Yamato (Fukushima)           | 山都駅（やまと）                                             |
| Stazione di Yamato (Ibaraki)             | 大和駅 (茨城県)（やまと）                                    |
| Stazione di Yamato (Kanagawa)            | 大和駅 (神奈川県)（やまと）                                  |
| Stazione di Yamato-Asakura               | 大和朝倉駅（やまとあさくら）                                 |
| Stazione di Yamato-Futami                | 大和二見駅（やまとふたみ）                                   |
| Stazione di Yamatogawa                   | 大和川駅（やまとがわ）                                       |
| Stazione di Yamato-Kamiichi              | 大和上市駅（やまとかみいち）                                 |
| Stazione di Yamato-Koizumi               | 大和小泉駅（やまとこいずみ）                                 |
| Stazione di Yamato-Saidaiji              | 大和西大寺駅（やまとさいだいじ）                             |
| Stazione di Yamato-Shinjō                | 大和新庄駅（やまとしんじょう）                               |
| Stazione di Yamato-Takada                | 大和高田駅（やまとたかだ）                                   |
| Stazione di Yamato-Yagi                  | 大和八木駅（やまとやぎ）                                     |
| Stazione di Yamatsuriyama                | 矢祭山駅（やまつりやま）                                     |
| Stazione di Yamazaki (Aichi)             | 山崎駅 (愛知県)（やまざき）                                  |
| Stazione di Yamazaki (Kyoto)             | 山崎駅 (京都府)（やまざき）                                  |
| Stazione di Yamoto                       | 矢本駅（やもと）                                             |
| Stazione di Yamubetsu                    | 止別駅（やむべつ）                                           |
| Stazione di Yamuramachi                  | 谷村町駅（やむらまち）                                       |
| Stazione di Yanaba                       | 簗場駅（やなば）                                             |
| Stazione di Yanaba Ski-jō Mae            | ヤナバスキー場前駅（やなばすきーじょうまえ）                 |
| Stazione di Yanagawa (Okayama)           | 柳川駅（やながわ）                                           |
| Stazione di Yanagawa (Fukushima)         | 梁川駅 (福島県)（やながわ）                                  |
| Stazione di Yanagawa (Yamanashi)         | 梁川駅 (山梨県)（やながわ）                                  |
| Stazione di Yanagawa-kibōnomori-kōen-mae | やながわ希望の森公園前駅（やながわきぼうのもりこうえんまえ） |
| Stazione di Yanagi                       | 柳駅（やなぎ）                                               |
| Stazione di Yanagigaura                  | 柳ヶ浦駅（やなぎがうら）                                     |
| Stazione di Yanagihara (Ehime)           | 柳原駅 (愛媛県)（やなぎはら）                                |
| Stazione di Yanagihara (Iwate)           | 柳原駅 (岩手県)（やなぎはら）                                |
| Stazione di Yanagihara (Nagano)          | 柳原駅 (長野県)（やなぎはら）                                |
| Stazione di Yanagikōji                   | 柳小路駅（やなぎこうじ）                                     |
| Stazione di Yanagimoto                   | 柳本駅（やなぎもと）                                         |
| Stazione di Yanagita                     | 柳田駅（やなぎた）                                           |
| Stazione di Yanagizawa                   | 柳沢駅（やなぎざわ）                                         |
| Stazione di Yanai                        | 柳井駅（やない）                                             |
| Stazione di Yanaiminato                  | 柳井港駅（やないみなと）                                     |
| Stazione di Yanaizu (Gifu)               | 柳津駅 (岐阜県)（やないづ）                                  |
| Stazione di Yanaizu (Miyagi)             | 柳津駅 (宮城県)（やないづ）                                  |
| Stazione di Yanase                       | 梁瀬駅（やなせ）                                             |
| Stazione di Yanasegawa                   | 柳瀬川駅（やなせがわ）                                       |
| Stazione di Yanaze                       | 柳瀬駅（やなぜ）                                             |
| Stazione di Yano                         | 矢野駅（やの）                                               |
| Stazione di Yanokuchi                    | 矢野口駅（やのくち）                                         |
| Stazione di Yao                          | 八尾駅（やお）                                               |
| Stazione di Yaominami                    | 八尾南駅（やおみなみ）                                       |
| Stazione di Yaotome                      | 八乙女駅（やおとめ）                                         |
| Stazione di Yariminai                    | 鑓見内駅（やりみない）                                       |
| Stazione di Yasaka (Gifu)                | 八坂駅 (岐阜県)（やさか）                                    |
| Stazione di Yasaka (Tokyo)               | 八坂駅 (東京都)（やさか）                                    |
| Stazione di Yasehieizanguchi             | 八瀬比叡山口駅（やせひえいざんぐち）                         |
| Stazione di Yashima (Kagawa)             | 屋島駅（やしま）                                             |
| Stazione di Yashima (Akita)              | 矢島駅（やしま）                                             |
| Stazione di Yashio                       | 八潮駅（やしお）                                             |
| Stazione di Yashiro                      | 屋代駅（やしろ）                                             |
| Stazione di Yashirochō                   | 社町駅（やしろちょう）                                       |
| Stazione di Yashiroda                    | 矢代田駅（やしろだ）                                         |
| Stazione di Yashirokōkō-mae              | 屋代高校前駅（やしろこうこうまえ）                           |
| Stazione di Yashū-Hirakawa               | 野州平川駅（やしゅうひらかわ）                               |
| Stazione di Yashū-Ōtsuka                 | 野州大塚駅（やしゅうおおつか）                               |
| Stazione di Yashū-Yamabe                 | 野州山辺駅（やしゅうやまべ）                                 |
| Stazione di Yasoba                       | 八十場駅（やそば）                                           |
| Stazione di Yasu (Kōchi)                 | 夜須駅（やす）                                               |
| Stazione di Yasu (Shiga)                 | 野洲駅（やす）                                               |
| Stazione di Yasuda (Kōchi)               | 安田駅 (高知県)（やすだ）                                    |
| Stazione di Yasuda (Niigata)             | 安田駅 (新潟県)（やすだ）                                    |
| Stazione di Yasuzuka                     | 安塚駅（やすづか）                                           |
| Stazione di Yasugi                       | 安来駅（やすぎ）                                             |
| Stazione di Yasuhigashi                  | 安東駅（やすひがし）                                         |
| Stazione di Yasukuni                     | 安国駅（やすくに）                                           |
| Stazione di Yasunoya                     | 安野屋駅（やすのや）                                         |
| Stazione di Yasuoka                      | 安岡駅（やすおか）                                           |
| Stazione di Yasutake                     | 安武駅（やすたけ）                                           |
| Stazione di Yasuura                      | 安浦駅（やすうら）                                           |
| Stazione di Yasuushi                     | 安牛駅（やすうし）                                           |
| Stazione di Yata                         | 矢田駅 (大阪府)（やた）                                      |
| Stazione di Yatagawa                     | 谷田川駅（やたがわ）                                         |
| Stazione di Yatake                       | 矢岳駅（やたけ）                                             |
| Stazione di Yatomi                       | 弥富駅（やとみ）                                             |
| Stazione di Yatomiguchi                  | 弥富口駅（やとみぐち）                                       |
| Stazione di Yatsu (Akita)                | 八津駅（やつ）                                               |
| Stazione di Yatsu (Chiba)                | 谷津駅（やつ）                                               |
| Stazione di Yatsugi                      | 八次駅（やつぎ）                                             |
| Stazione di Yatsuka                      | 谷塚駅（やつか）                                             |
| Stazione di Yatsumi                      | 八積駅（やつみ）                                             |
| Stazione di Yatsumori                    | 八ツ森駅（やつもり）                                         |
| Stazione di Yatsushima                   | 八ツ島駅（やつしま）                                         |
| Stazione di Yawata                       | 八幡駅 (愛知県)（やわた）                                    |
| Stazione di Yawatahama                   | 八幡浜駅（やわたはま）                                       |
| Stazione di Yawatajuku                   | 八幡宿駅（やわたじゅく）                                     |
| Stazione di Yawatashinden                | 八幡新田駅（やわたしんでん）                                 |
| Stazione di Yayoi                        | 弥生駅（やよい）                                             |
| Stazione di Yayoidai                     | 弥生台駅（やよいだい）                                       |
| Stazione di Yayoigaoka                   | 弥生が丘駅（やよいがおか）                                   |
| Stazione di Yazaike                      | 谷在家駅（やざいけ）                                         |
| Stazione di Yazukōkōmae                  | 八頭高校前駅（やずこうこうまえ）                             |

### Yo
| Stazione di Yoake                | 夜明駅（よあけ）                     |
| Stazione di Yobe                 | 余部駅（よべ）                       |
| Stazione di Yobito               | 呼人駅（よびと）                     |
| Stazione di Yobitsugi            | 呼続駅（よびつぎ）                   |
| Stazione di Yobuno               | 呼野駅（よぶの）                     |
| Stazione di Yodo                 | 淀駅（よど）                         |
| Stazione di Yōdo                 | 用土駅（ようど）                     |
| Stazione di Yodoe                | 淀江駅（よどえ）                     |
| Stazione di Yodogawa             | 淀川駅（よどがわ）                   |
| Stazione di Yodoyabashi          | 淀屋橋駅（よどやばし）               |
| Stazione di Yōga                 | 用賀駅（ようが）                     |
| Stazione di Yogo                 | 余呉駅（よご）                       |
| Stazione di Yōgo                 | 余戸駅（ようご）                     |
| Stazione di Yoichi               | 余市駅（よいち）                     |
| Stazione di Yōka                 | 八鹿駅（ようか）                     |
| Stazione di Yōkaichi             | 八日市駅（ようかいち）               |
| Stazione di Yōkaichiba           | 八日市場駅（ようかいちば）           |
| Stazione di Yōkan                | 遥堪駅（ようかん）                   |
| Stazione di Yokkaichi            | 四日市駅（よっかいち）               |
| Stazione di Yokobori             | 横堀駅（よこぼり）                   |
| Stazione di Yokoe                | 横江駅（よこえ）                     |
| Stazione di Yōkoku               | 暘谷駅（ようこく）                   |
| Stazione di Yōkōdai              | 洋光台駅（ようこうだい）             |
| Stazione di Yokogawa             | 横川駅 (広島県)（よこがわ）          |
| Yokogawa                         | 横川駅（よこがわ）                   |
| Stazione di Yokogawara           | 横河原駅（よこがわら）               |
| Stazione di Yokohama             | 横浜駅（よこはま）                   |
| Stazione di Yokohama-Hazawa      | 横浜羽沢駅（よこはまはざわ）         |
| Stazione di Yokohama-Honmoku     | 横浜本牧駅（よこはまほんもく）       |
| Stazione di Yokoiso              | 横磯駅（よこいそ）                   |
| Stazione di Yokokawa             | 横川駅 (群馬県)（よこかわ）          |
| Stazione di Yokokawame           | 横川目駅（よこかわめ）               |
| Stazione di Yokokura (Miyagi)    | 横倉駅 (宮城県)（よこくら）          |
| Stazione di Yokokura (Nagano)    | 横倉駅 (長野県)（よこくら）          |
| Stazione di Yokoma               | 横間駅（よこま）                     |
| Stazione di Yokoo                | 横尾駅（よこお）                     |
| Stazione di Yokoshiba            | 横芝駅（よこしば）                   |
| Stazione di Yokosuka             | 横須賀駅（よこすか）                 |
| Stazione di Yokosuka-Chūō        | 横須賀中央駅（よこすかちゅうおう）   |
| Stazione di Yokota               | 横田駅（よこた）                     |
| Stazione di Yokote               | 横手駅（よこて）                     |
| Stazione di Yokoya               | 横屋駅（よこや）                     |
| Stazione di Yokoyama (Hyogo)     | 横山駅 (兵庫県)（よこやま）          |
| Stazione di Yokoyama (Ishikawa)  | 横山駅 (石川県)（よこやま）          |
| Stazione di Yokoze               | 横瀬駅（よこぜ）                     |
| Stazione di Yokozutsumi          | 横堤駅（よこづつみ）                 |
| Stazione di Yomase               | 夜間瀬駅（よませ）                   |
| Stazione di Yomiuri-Land-mae     | 読売ランド前駅（よみうりらんどまえ） |
| Stazione di Yomogita             | 蓬田駅（よもぎた）                   |
| Stazione di Yonago               | 米子駅（よなご）                     |
| Stazione di Yonago Airport       | 米子空港駅（よなごくうこう）         |
| Stazione di Yonaizawa            | 米内沢駅（よないざわ）               |
| Stazione di Yonezu               | 米津駅（よねづ）                     |
| Stazione di Yonekawa             | 米川駅（よねかわ）                   |
| Stazione di Yoneyama             | 米山駅（よねやま）                   |
| Stazione di Yonezawa             | 米沢駅（よねざわ）                   |
| Stazione di Yono                 | 与野駅（よの）                       |
| Stazione di Yonohonmachi         | 与野本町駅（よのほんまち）           |
| Stazione di Yonomori             | 夜ノ森駅（よのもり）                 |
| Stazione di Yorihata             | 寄畑駅（よりはた）                   |
| Stazione di Yorii                | 寄居駅（よりい）                     |
| Stazione di Yoroi                | 鎧駅（よろい）                       |
| Stazione di Yoshibori            | 吉堀駅（よしぼり）                   |
| Stazione di Yoshida              | 吉田駅 (新潟県)（よしだ）            |
| Stazione di Yoshidaguchi         | 吉田口駅（よしだぐち）               |
| Stazione di Yoshizuka            | 吉塚駅（よしづか）                   |
| Stazione di Yoshihama (Aichi)    | 吉浜駅 (愛知県)（よしはま）          |
| Stazione di Yoshihama (Iwate)    | 吉浜駅 (岩手県)（よしはま）          |
| Stazione di Yoshii (Gunma)       | 吉井駅 (群馬県)（よしい）            |
| Stazione di Yoshii (Nagasaki)    | 吉井駅 (長崎県)（よしい）            |
| Stazione di Yoshiike-onsenmae    | 葭池温泉前駅（よしいけおんせんまえ） |
| Stazione di Yoshikawa (Ishikawa) | 良川駅（よしかわ）                   |
| Stazione di Yoshikawa (Saitama)  | 吉川駅（よしかわ）                   |
| Stazione di Yoshikawa (Kochi)    | よしかわ駅                           |
| Stazione di Yoshikawakōen        | 葭川公園駅（よしかわこうえん）       |
| Stazione di Yoshikawa-Minami     | 吉川美南駅（よしかわみなみ）         |
| Stazione di Yoshimatsu           | 吉松駅（よしまつ）                   |
| Stazione di Yoshimi              | 吉見駅（よしみ）                     |
| Stazione di Yoshiminosato        | 吉見ノ里駅（よしみのさと）           |
| Stazione di Yoshimizu            | 吉水駅（よしみず）                   |
| Stazione di Yoshina              | 吉名駅（よしな）                     |
| Stazione di Yoshinaga            | 吉永駅（よしなが）                   |
| Stazione di Yoshinari            | 吉成駅（よしなり）                   |
| Stazione di Yoshino (Fukuoka)    | 吉野駅 (福岡県)（よしの）            |
| Stazione di Yoshino (Nara)       | 吉野駅 (奈良県)（よしの）            |
| Stazione di Yoshinobu            | 吉野生駅（よしのぶ）                 |
| Stazione di Yoshinochō           | 吉野町駅（よしのちょう）             |
| Stazione di Yoshinogarikōen      | 吉野ヶ里公園駅（よしのがりこうえん） |
| Stazione di Yoshinoguchi         | 吉野口駅（よしのぐち）               |
| Stazione di Yoshinohara          | 吉野原駅（よしのはら）               |
| Stazione di Yoshinojingū         | 吉野神宮駅（よしのじんぐう）         |
| Stazione di Yoshio               | 吉尾駅（よしお）                     |
| Stazione di Yoshioka-Kaitei      | 吉岡海底駅（よしおかかいてい）       |
| Stazione di Yoshita              | 吉田駅 (大阪府)（よした）            |
| Stazione di Yoshitomi (Fukuoka)  | 吉富駅 (福岡県)（よしとみ）          |
| Stazione di Yoshitomi (Kyoto)    | 吉富駅 (京都府)（よしとみ）          |
| Stazione di Yoshiura             | 吉浦駅（よしうら）                   |
| Stazione di Yoshiwara            | 吉原駅（よしわら）                   |
| Stazione di Yoshiwara-honchō     | 吉原本町駅（よしわらほんちょう）     |
| Stazione di Yoshizawa            | 吉沢駅（よしざわ）                   |
| Stazione di Yotsubashi           | 四ツ橋駅（よつばし）                 |
| Stazione di Yotsugi              | 四ツ木駅（よつぎ）                   |
| Stazione di Yotsugoya            | 四ツ小屋駅（よつごや）               |
| Stazione di Yotsukaidō           | 四街道駅（よつかいどう）             |
| Stazione di Yotsukura            | 四ツ倉駅（よつくら）                 |
| Stazione di Yotsutsuji           | 四辻駅（よつつじ）                   |
| Stazione di Yotsuya              | 四ツ谷駅（よつや）                   |
| Stazione di Yotsuya-Sanchōme     | 四谷三丁目駅（よつやさんちょうめ）   |
| Stazione di Yōrō                 | 養老駅（ようろう）                   |
| Stazione di Yōrōkeikoku          | 養老渓谷駅（ようろうけいこく）       |
| Stazione di Yōsonkōen            | 養鱒公園駅（ようそんこうえん）       |
| Stazione di Yowara               | 榎原駅（よわら）                     |
| Stazione di Yoyogi               | 代々木駅（よよぎ）                   |
| Stazione di Yoyogi-Hachiman      | 代々木八幡駅（よよぎはちまん）       |
| Stazione di Yoyogi-Kōen          | 代々木公園駅（よよぎこうえん）       |
| Stazione di Yoyogi-Uehara        | 代々木上原駅（よよぎうえはら）       |
| Stazione di YRP Nobi             | YRP野比駅（ワイアールピーのび）      |

### Yu
| Stazione di Yū                          | 由宇駅（ゆう）                         |
| Stazione di Yuasa                       | 湯浅駅（ゆあさ）                       |
| Stazione di Yūbari                      | 夕張駅（ゆうばり）                     |
| Stazione di Yūbikan                     | 有備館駅（ゆうびかん）                 |
| Stazione di Yubiso                      | 湯檜曽駅（ゆびそ）                     |
| Stazione di Yūchi                       | 勇知駅（ゆうち）                       |
| Stazione di Yudakinshūko                | ゆだ錦秋湖駅（ゆだきんしゅうこ）       |
| Stazione di Yudakōgen                   | ゆだ高原駅（ゆだこうげん）             |
| Stazione di Yudamura                    | 湯田村駅（ゆだむら）                   |
| Stazione di Yudanaka                    | 湯田中駅（ゆだなか）                   |
| Stazione di Yudaonsen                   | 湯田温泉駅（ゆだおんせん）             |
| Stazione di Yue                         | 湯江駅（ゆえ）                         |
| Stazione di Yūenchi-Nishi               | 遊園地西駅（ゆうえんちにし）           |
| Stazione di Yufuin                      | 由布院駅（ゆふいん）                   |
| Stazione di Yūfutsu                     | 勇払駅（ゆうふつ）                     |
| Stazione di Yugawara                    | 湯河原駅（ゆがわら）                   |
| Stazione di Yuge                        | 弓削駅（ゆげ）                         |
| Stazione di Yui                         | 由比駅（ゆい）                         |
| Stazione di Yuigahama                   | 由比ヶ浜駅（ゆいがはま）               |
| Stazione di Yukaba                      | 行波駅（ゆかば）                       |
| Stazione di Yūkarigaoka                 | ユーカリが丘駅（ゆーかりがおか）       |
| Stazione di Yukawa                      | 湯川駅（ゆかわ）                       |
| Stazione di Yuki (Hiroshima)            | 油木駅（ゆき）                         |
| Stazione di Yuki (Tokushima)            | 由岐駅（ゆき）                         |
| Stazione di Yūki                        | 結城駅（ゆうき）                       |
| Stazione di Yukigaya-Ōtsuka             | 雪が谷大塚駅（ゆきがやおおつか）       |
| Stazione di Yukuhashi                   | 行橋駅（ゆくはし）                     |
| Stazione di Yumegaoka                   | ゆめが丘駅（ゆめがおか）               |
| Stazione di Yumemino                    | ゆめみ野駅（ゆめみの）                 |
| Stazione di Yumesakigawa                | 夢前川駅（ゆめさきがわ）               |
| Stazione di Yumigahama                  | 弓ヶ浜駅（ゆみがはま）                 |
| Stazione di Yumoto                      | 湯本駅（ゆもと）                       |
| Stazione di Yuni                        | 由仁駅（ゆに）                         |
| Stazione di Yunishigawaonsen            | 湯西川温泉駅（ゆにしがわおんせん）     |
| Stazione di Yuno                        | 湯野駅（ゆの）                         |
| Stazione di Yunohira                    | 湯平駅（ゆのひら）                     |
| Stazione di Yunohora-Onsen-guchi        | 湯の洞温泉口駅（ゆのほらおんせんぐち） |
| Stazione di Yunokamionsen               | 湯野上温泉駅（ゆのかみおんせん）       |
| Stazione di Yunoki (Shizuoka, Shizuoka) | 柚木駅 (静岡県静岡市)（ゆのき）        |
| Stazione di Yunoki (Fuji, Shizuoka)     | 柚木駅 (静岡県富士市)（ゆのき）        |
| Stazione di Yunomae                     | 湯前駅（ゆのまえ）                     |
| Stazione di Yunomoto                    | 湯之元駅（ゆのもと）                   |
| Stazione di Yunoo                       | 湯尾駅（ゆのお）                       |
| Stazione di Yunotai                     | 湯ノ岱駅（ゆのたい）                   |
| Stazione di Yunotō                      | 湯ノ峠駅（ゆのとう）                   |
| Stazione di Yunotsu                     | 温泉津駅（ゆのつ）                     |
| Stazione di Yunoura                     | 湯浦駅（ゆのうら）                     |
| Stazione di Yunoyamaonsen               | 湯の山温泉駅（ゆのやまおんせん）       |
| Stazione di Yura                        | 由良駅（ゆら）                         |
| Stazione di Yūrakuchō                   | 有楽町駅（ゆうらくちょう）             |
| Stazione di Yurigahara                  | 百合が原駅（ゆりがはら）               |
| Stazione di Yurigaoka                   | 百合ヶ丘駅（ゆりがおか）               |
| Stazione di Yusato                      | 湯里駅（ゆさと）                       |
| Stazione di Yushima (Iwate)             | 油島駅（ゆしま）                       |
| Stazione di Yushima (Tokyo)             | 湯島駅（ゆしま）                       |
| Stazione di Yusu                        | 柚須駅（ゆす）                         |
| Stazione di Yusubaru                    | 油須原駅（ゆすばる）                   |
| Stazione di Yutama                      | 湯玉駅（ゆたま）                       |
| Stazione di Yūtari                      | 勇足駅（ゆうたり）                     |
| Stazione di Yūtenji                     | 祐天寺駅（ゆうてんじ）                 |
| Stazione di Yuyaonsen                   | 湯谷温泉駅（ゆやおんせん）             |
| Stazione di Yuza                        | 遊佐駅（ゆざ）                         |
| Stazione di Yūzaki                      | 結崎駅（ゆうざき）                     |
| Stazione di Yuzawa                      | 湯沢駅（ゆざわ）                       |
| Stazione di Yuze-Onsen                  | 湯瀬温泉駅（ゆぜおんせん）             |